# Dußlingen
Dußlingen je německá samosprávná obec v okrese Tübingen ve spolkové zemi Bádensko-Württembersko. Nachází se 10 km jižně od okresního města Tübingen v údolí říčky Steinlach v blízkosti spolkové silnice B 27.
První písemná zmínka o obci pochází z roku 888. Je uváděna pod názvem Tuzzilinga v listině východofranského krále Arnulfa Korutanského. Ve 13. století byl nad obcí vybudován stejnojmenný hrad, z něhož se do dnešní doby dochovaly pouze zříceniny.

## Partnerská města
- Mezzocorona – od roku 2003